# Hesperella lopatini
Hesperella lopatini es una especie de insecto coleóptero de la familia Chrysomelidae.
Fue descrita científicamente en 2005 por Takizawa.